# Mesamphiagrion tamaense
Mesamphiagrion tamaense là một loài chuồn chuồn kim trong họ Coenagrionidae.
Mesamphiagrion tamaense được De Marmels miêu tả khoa học năm 1988.